# Verdensmesterskabet i judo
Verdensmesterskabet i judo er det højeste niveau i internationale judokonkurrencer. Mesterskabet bliver afholdt hvert år, med undtagelse af OL-år, og er arrangeret af International Judo Federation (IJF).

## Mesterskaber

### Herrer
| Nummer | År   | Datoer            | By og værtsland            | Venue                               | # Lande | # Judoka | Ref.          |
| ------ | ---- | ----------------- | -------------------------- | ----------------------------------- | ------- | -------- | ------------- |
| 1      | 1956 | 3. maj            | Tokyo, Japan               | Kuramae Kokugikan                   | 21      | 31       | [ 1 ] [ 2 ]   |
| 2      | 1958 | 30. November      | Tokyo, Japan               | Tokyo Metropolitan Gymnasium        | 18      | 39       | [ 3 ] [ 4 ]   |
| 3      | 1961 | 2. December       | Paris, Frankrig            | Stade Pierre de Coubertin           | 25      | 57       | [ 5 ] [ 6 ]   |
| 4      | 1965 | 14.–17. Oktober   | Rio de Janeiro, Brasilien  | Marrocanzinho gymnasium             | 42      | 150      | [ 7 ] [ 8 ]   |
| 5      | 1967 | 9.–11. August     | Salt Lake City, USA        | Gymnasium at the University of Utah | 25      | 115      | [ 9 ] [ 10 ]  |
| 6      | 1969 | 23.–25. Oktober   | Mexico City, Mexico        | Palacio de los Deportes             | 39      | 187      | [ 11 ] [ 12 ] |
| 7      | 1971 | 2.–4. September   | Ludwigshafen, Vesttyskland | Friedrich-Ebert-Halle               | 52      | 310      | [ 13 ] [ 14 ] |
| 8      | 1973 | 22.–24 June.      | Lausanne, Schweiz          | Pavillon des Sports de Beaulieu     | 50      | 288      | [ 15 ] [ 16 ] |
| 9      | 1975 | 23.–25. Oktober   | Wien, Østrig               |                                     | 46      | 274      | [ 17 ] [ 18 ] |
|        | 1977 | 19–24 September   | Barcelona, Spanien         | Palau dels Esports                  | Aflyst  | Aflyst   | [ 19 ]        |
| 10     | 1979 | 6.–9. December    | Paris, Frankrig            | Stade Pierre de Coubertin           | 54      | 273      | [ 20 ] [ 21 ] |
| 11     | 1981 | 3–6 September     | Maastricht, Holland        | Euro Hall                           | 51      | 255      | [ 22 ] [ 23 ] |
| 12     | 1983 | 13.–16. October   | Moskva, USSR               | Lenin Palace of Sports              | 44      | 226      | [ 24 ] [ 25 ] |
| 13     | 1985 | 26.–29. September | Seoul, Sydkorea            | Jamsil Arena                        | 39      | 189      | [ 26 ] [ 27 ] |

### Damer
| Nummer | År   | Datoer           | By og værtsland     | Venue                     | # Lande | # Judoka | Ref.          |
| ------ | ---- | ---------------- | ------------------- | ------------------------- | ------- | -------- | ------------- |
| 1      | 1980 | 29.–30. November | New York, USA       | Madison Square Garden     | 27      | 149      | [ 28 ] [ 29 ] |
| 2      | 1982 | 4–5 December     | Paris, Frankrig     | Stade Pierre de Coubertin | 35      | 174      | [ 30 ] [ 31 ] |
| 3      | 1984 | 10.–11. November | Wien, Østrig        |                           | 32      | 183      | [ 32 ] [ 33 ] |
| 4      | 1986 | 24.–26. Oktober  | Maastricht, Holland | Geusselt Sports Hall      | 35      | 162      | [ 34 ] [ 35 ] |

### Samlet
| Nummer H/D | År   | Datoer                     | By og værtsland            | Venue                              | # Lande | # Judoka | Ref.                 |
| ---------- | ---- | -------------------------- | -------------------------- | ---------------------------------- | ------- | -------- | -------------------- |
| 14/5       | 1987 | 19.–22. November           | Essen, Vesttyskland        | Grugahalle                         | 63      | 456      | [ 36 ] [ 37 ]        |
| 15/6       | 1989 | 10.–15. October            | Beograd, Jugoslavien       | Pionir Hall                        | 63      | 355      | [ 38 ] [ 39 ]        |
| 16/7       | 1991 | 25.–28. Juli               | Barcelona, Spanien         | Palau Blaugrana                    | 64      | 465      | [ 40 ] [ 41 ]        |
| 17/8       | 1993 | 30. September – 3. Oktober | Hamilton, Canada           | Copps Coliseum                     | 79      | 508      | [ 42 ] [ 43 ]        |
| 18/9       | 1995 | 28. September – 1. Oktober | Chiba, Japan               | Makuhari Messe                     | 100     | 627      | [ 44 ] [ 45 ]        |
| 19/10      | 1997 | 9.–12. Oktober             | Paris, Frankrig            | Palais Omnisports de Paris-Bercy   | 91      | 585      | [ 46 ] [ 47 ]        |
| 20/11      | 1999 | 7.–10. Oktober             | Birmingham, Storbritannien | National Indoor Arena              | 91      | 619      | [ 48 ] [ 49 ]        |
| 21/12      | 2001 | 26.–29. Juli               | München, Tyskland          | Olympiahalle                       | 89      | 586      | [ 50 ] [ 51 ]        |
| 22/13      | 2003 | 11.–14. September          | Osaka, Japan               | Osaka-jō Hall                      | 100     | 631      | [ 52 ] [ 53 ]        |
| 23/14      | 2005 | 8.–11. September           | Cairo, Egypten             | Cairo Stadium Indoor Halls Complex | 93      | 579      | [ 54 ] [ 55 ]        |
| 24/15      | 2007 | 13.–16. September          | Rio de Janeiro, Brasilien  | HSBC Arena                         | 139     | 743      | [ 56 ] [ 57 ]        |
| 25/16      | 2009 | 27.–30. August             | Rotterdam, Holland         | Rotterdam Ahoy                     | 197     | 538      | [ 58 ] [ 59 ]        |
| 26/17      | 2010 | 9.–13. September           | Tokyo, Japan               | Yoyogi National Gymnasium          | 112     | 847      | [ 60 ] [ 61 ]        |
| 27/18      | 2011 | 23.–28. August             | Paris, Frankrig            | Palais Omnisports de Paris-Bercy   | 131     | 864      | [ 62 ] [ 63 ]        |
| 28/19      | 2013 | 26. August – 1. September  | Rio de Janeiro, Brasilien  | Maracanãzinho                      | 123     | 673      | [ 64 ] [ 65 ]        |
| 29/20      | 2014 | 25.–31. August             | Chelyabinsk, Rusland       | Traktor Arena                      | 110     | 637      | [ 66 ] [ 67 ]        |
| 30/21      | 2015 | 24.–30. August             | Astana, Kazakhstan         | Alau Ice Palace                    | 120     | 723      | [ 68 ] [ 69 ]        |
| 31/22      | 2017 | 28. August – 3. September  | Budapest, Ungarn           | László Papp Budapest Sports Arena  | 126     | 728      | [ 70 ] [ 71 ]        |
| 32/23      | 2018 | 20.–27. September          | Baku, Aserbajdsjan         | National Gymnastics Arena          | 124     | 755      | [ 72 ] [ 73 ]        |
| 33/24      | 2019 | 25. August – 1. September  | Tokyo, Japan               | Nippon Budokan                     | 143     | 828      | [ 74 ] [ 75 ]        |
| 34/25      | 2021 | 6.–13. June                | Budapest, Ungarn           | László Papp Budapest Sports Arena  | 118     | 661      | [ 76 ] [ 77 ] [ 78 ] |
| 35/26      | 2022 | TBA                        | Tashkent, Uzbekistan       |                                    |         |          | [ 79 ]               |
| 36/27      | 2023 | TBA                        | Doha, Qatar                | Ali Bin Hamad al-Attiyah Arena     |         |          | [ 80 ] [ 81 ]        |
| 37/28      | 2024 | TBA                        | TBA                        |                                    |         |          |                      |